# Пингвин на Адели
Пингвин на Адели (Pygoscelis adeliae) е нелетяща птица от раздел Пингвиноподобни. Един от най-разпространените видове пингвини. Това е средно голям пингвин, дълъг около 70 cm. Живее по югоизточните брегове на Антарктида и на някои съседни острови. Гнезди на многочислени колонии по равни или скалисти места близо до морето.
Пингвинът на Адели се връща винаги на едно и също място за гнездене. Мъжките излизат от морето в началото на пролетта, заемат малка територия и започват да строят примитивно гнездо от камъни. Когато пристигне женската, се съвкупяват и заедно довършват строежа на гнездото.

## Хранене
Пингвинът на Адели се храни с главоноги и риби, които през летните месеци са в изобилие във водите край антарктическия континент.

## Размножаване
Женската снася две яйца и докато мъжкият ги мъти, влиза да се храни в морето.
След 10 дни се връща и го сменя.
Пингвинчетата се излюпват след около 35 дни и родителите се редуват да ги хранят, слагайки в устата им уловена риба. Преди идването на зимата малките вече са самостоятелни и влизат в морето.